# 古木江城

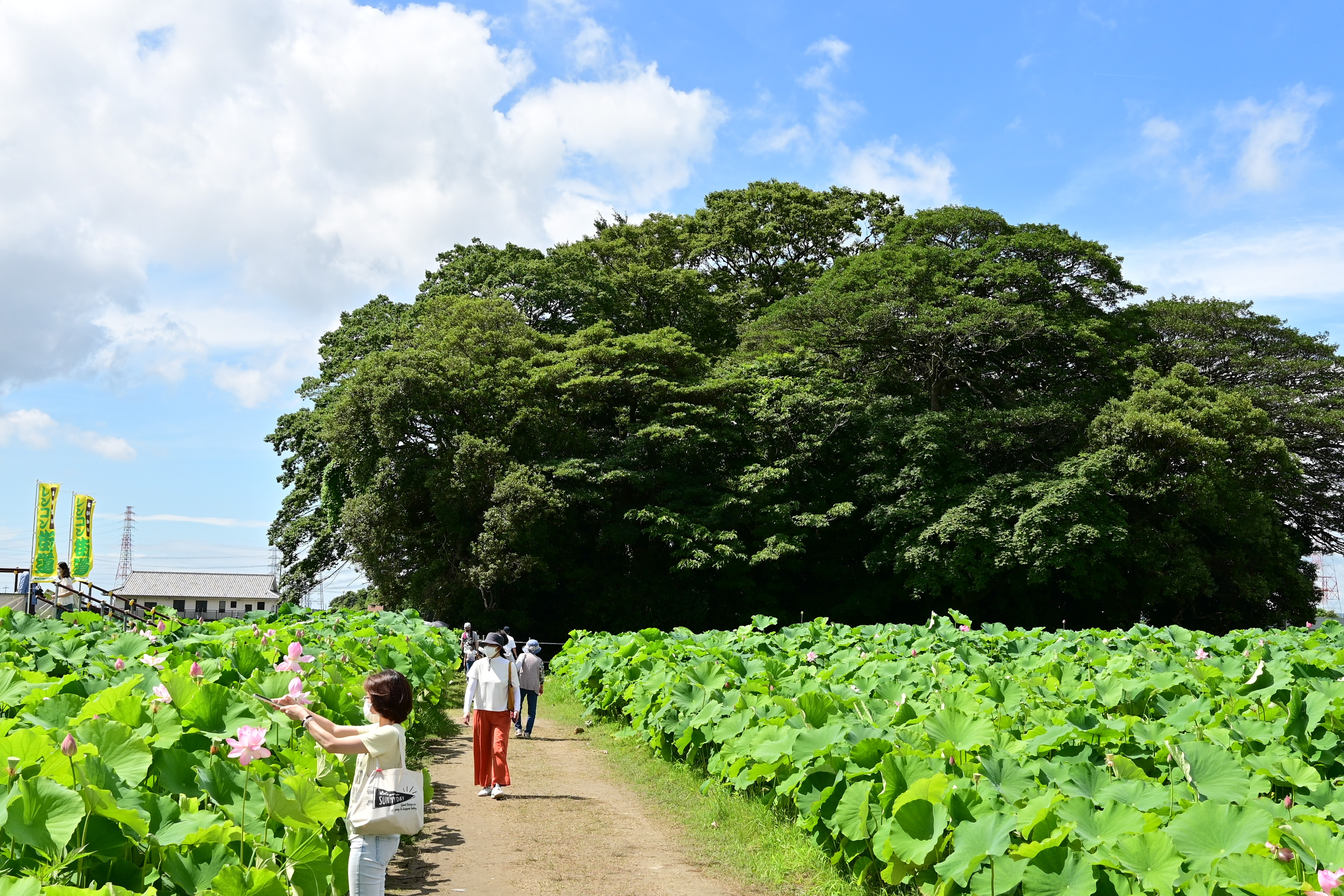
城跡（富岡神社）の周辺は、森川花はす田となっている。

古木江城（こきえじょう）は、尾張国海西郡（現在の愛知県愛西市）にあった日本の城（平城）。小木江城とも書かれる。

## 歴史
永禄年間に織田信長の4番目の弟・織田彦七郎信興によって築かれたとされる城で、伊勢長島の一向宗の抑えとして置かれた。
元亀元年（1570年）9月、本願寺と信長との間で石山合戦が始まると、長島でも門徒勢が蜂起。長島城を落した門徒勢は11月16日、古木江城を襲撃した。信興は信長や桑名城の滝川一益に援軍を要請したが、信長は浅井長政・朝倉義景の軍勢と延暦寺の僧兵によって大津に足止めされており（志賀の陣）、一向宗に攻められて籠城していた一益も援軍を出すことができなかった。6日後の11月21日に古木江城は落城、『信長公記』によれば信興は櫓に上って自害したとされるが、地元では城外で討たれたと伝わっている。その後、城は廃城となった。

## 現在
城があったと伝わる周辺は農地（レンコン畑）などになっており、遺構は残されていない。城の縄張なども不明である。なお、現地に鎮座する富岡神社は城の鎮守として置かれたと考えられている。

## 異説
宝暦2年（1752年）の『張州府志』では彦七郎の居城を「古川城」と記しており、古木江城とは別の城であったとしているが、天保15年（1844年）の『尾張志』ではこの説を否定している。なお、愛知県教育委員会の資料では大森村（現在の愛西市森川町村仲）にあった城が下古川城（小木江城）、下古川村（現在の愛西市森川町下古川）にあった城を古川城としている。